# Bisbat de Mercedes
El bisbat de Mercedes (llatí: Dioecesis Mercedaniana) és una demarcació eclesiàstica de l'Uruguai sufragània de l'arquebisbat metropolità de Montevideo. El seu origen és del segle xx amb capital a la ciutat de Mercedes.

## Territori
El bisbat es correspon amb el territori dels departaments de Soriano i de Colonia.
La seu del bisbat és la ciutat de Mercedes, on es troba la catedral de la Mare de Déu de la Gràcia (castellà: Nuestra Señora de la Gracia).
El territori se subdivideix en 16 parròquies.

## Història
El bisbat de Mercedes va ser establert el 17 de desembre de 1960, amb la butlla Cum Regnum Dei pel papa Joan XXIII, a partir del territori dels bisbats de San José de Mayo i de Salto.

## Bisbes destacats
- Enrico Lorenzo Cabrera Urdangarin † (31 de desembre de 1960 – 23 de maig de 1974)
- Andrés María Rubio García (22 de maig de 1975 – 14 de febrer de 1995)
- Carlos María Collazzi Irazábal, des del 14 de febrer de 1995

## Estadístiques
Segons les dades del cens de 2006, el bisbat tenia una població aproximada de 210.000 habitants, 170.000 batejats, és a dir, el 81% del total.
| any  | població | població | població | sacerdots | sacerdots       | sacerdots       | sacerdots             | diàques | religiosos | religiosos | parroquies |
| ---- | -------- | -------- | -------- | --------- | --------------- | --------------- | --------------------- | ------- | ---------- | ---------- | ---------- |
| any  | batejats | total    | %        | total     | clergat secular | clergat regular | batejats por sacerdot | diàques | homes      | dones      |            |
| 1964 | ?        | 190.000  | ?        | 34        | 26              | 8               | ?                     |         | 8          |            | 16         |
| 1968 | 199.000  | 230.000  | 86,5     | 37        | 22              | 15              | 5.378                 | 2       | 21         | 80         | 19         |
| 1976 | 130.000  | 195.000  | 66,7     | 30        | 16              | 14              | 4.333                 | 1       | 16         | 70         | 18         |
| 1980 | 147.000  | 193.200  | 76,1     | 26        | 14              | 12              | 5.653                 | 2       | 13         | 65         | 20         |
| 1990 | 157.000  | 200.000  | 78,5     | 27        | 17              | 10              | 5.814                 | 8       | 13         | 55         | 16         |
| 1999 | 160.000  | 205.000  | 78,0     | 31        | 23              | 8               | 5.161                 | 16      | 9          | 57         | 16         |
| 2000 | 170.000  | 210.000  | 81,0     | 27        | 20              | 7               | 6.296                 | 16      | 8          | 40         | 16         |
| 2001 | 170.000  | 210.000  | 81,0     | 26        | 19              | 7               | 6.538                 | 16      | 8          | 33         | 16         |
| 2002 | 170.000  | 210.000  | 81,0     | 25        | 19              | 6               | 6.800                 | 16      | 7          | 33         | 16         |
| 2003 | 170.000  | 210.000  | 81,0     | 25        | 19              | 6               | 6.800                 | 16      | 7          | 30         | 16         |
| 2004 | 170.000  | 210.000  | 81,0     | 23        | 17              | 6               | 7.391                 | 16      | 7          | 27         | 16         |